# Eric Bogosian
Eric Bogosian (armeniska: Էրիկ Բոգոսյան), född 24 april 1953 i Woburn i Middlesex County, Massachusetts, är en amerikansk skådespelare, dramatiker, romanförfattare och historiker.
Eric Bogosian är främst aktiv inom TV, men har även gjort sig ett namn inom amerikansk film som framför allt osympatiska eller kriminella karaktärer. Bogosian har medverkat i exempelvis The Twilight Zone och Miami Vice men fick sitt stora genombrott i Oliver Stones Talk Radio från 1988, där han för rollen som den gapiga radioprataren Barry tilldelades Silverbjörnen vid Filmfestivalen i Berlin. Efter det har han bland annat medverkat i Under Belägring 2, Stephen King-filmatiseringen Dolores Claiborne och som Eddie Nash i The Wonderland Murders från 2003.
Eric Bogosian har armenisk härkomst.

## Filmografi (urval)
- 1985 – Miami Vice (TV-serie) (avsnittet "Milk Run")
- 1985 – Tales from the Darkside (TV-serie) (avsnittet "The Tear Collector")
- 1985 – The Twilight Zone (TV-serie) (avsnittet "Healer/Children's Zoo/Kentucky Rye")
- 1988 – Talk Radio
- 1995 – Dolores Claiborne
- 1995 – Under belägring 2
- 1996 – Beavis and Butt-Head Do America (röst)
- 1997 – Harry bit för bit
- 2003 – Scrubs (TV-serie) (avsnittet "His Story")
- 2003 – Charlies änglar - Utan hämningar
- 2003 – The Wonderland Murders
- 2004 – Blade: Trinity
- 2005 – Heights
- 2006–2010 – Law & Order: Criminal Intent (TV-serie) (61 avsnitt)
- 2008 – Cadillac Records